# Костромское авиапредприятие
Костромское авиапредприятие — региональная авиакомпания, специализирующаяся на регулярных пассажирских перевозках в центральной части России, также выполняет авиационные работы. Базируется в аэропорту «Сокеркино». Регулярные пассажирские рейсы по направлению Кострома–Санкт-Петербург в 2024 году выполняются 3 раза в неделю.

## Флот
По состоянию на февраль 2022 года размер флота АО «Костромское авиапредприятие» составляет 5 самолётов и 1 вертолет.
По состоянию на 2024 год у авиакомпании имеется ещё вертолёт Ансат

## Фотографии

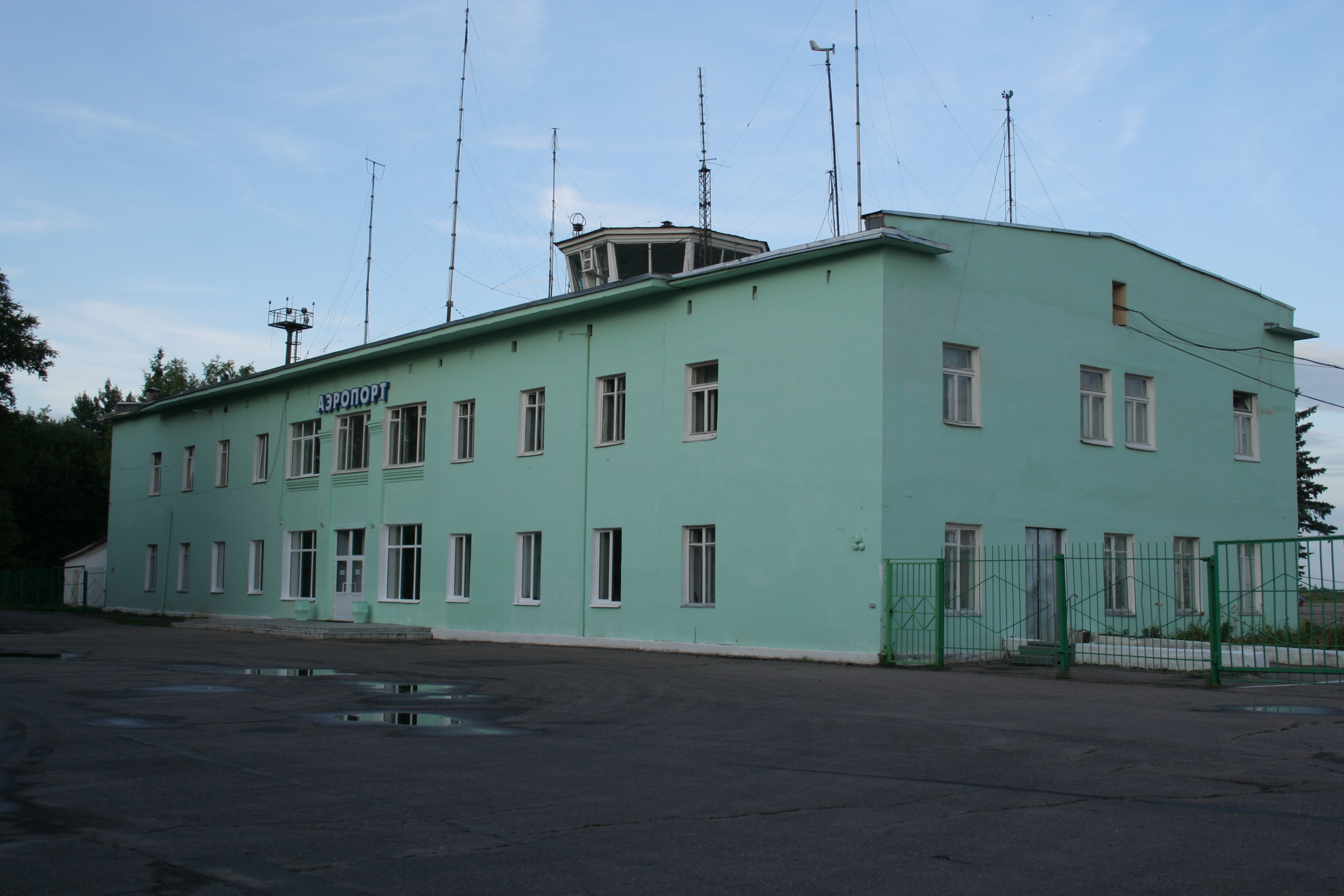
Аэропорт «Сокеркино»
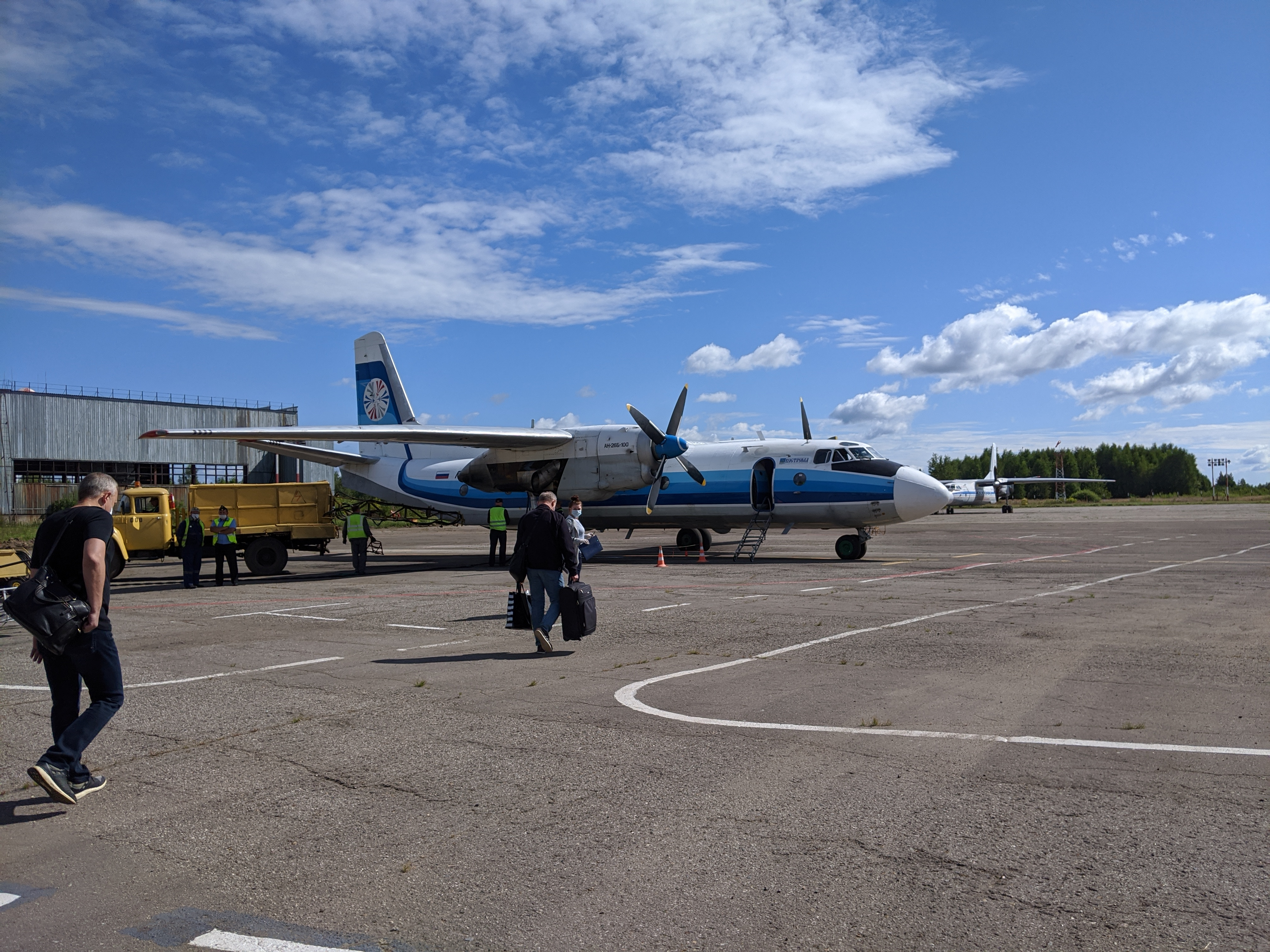
Ан-26Б-100 Костромского АП
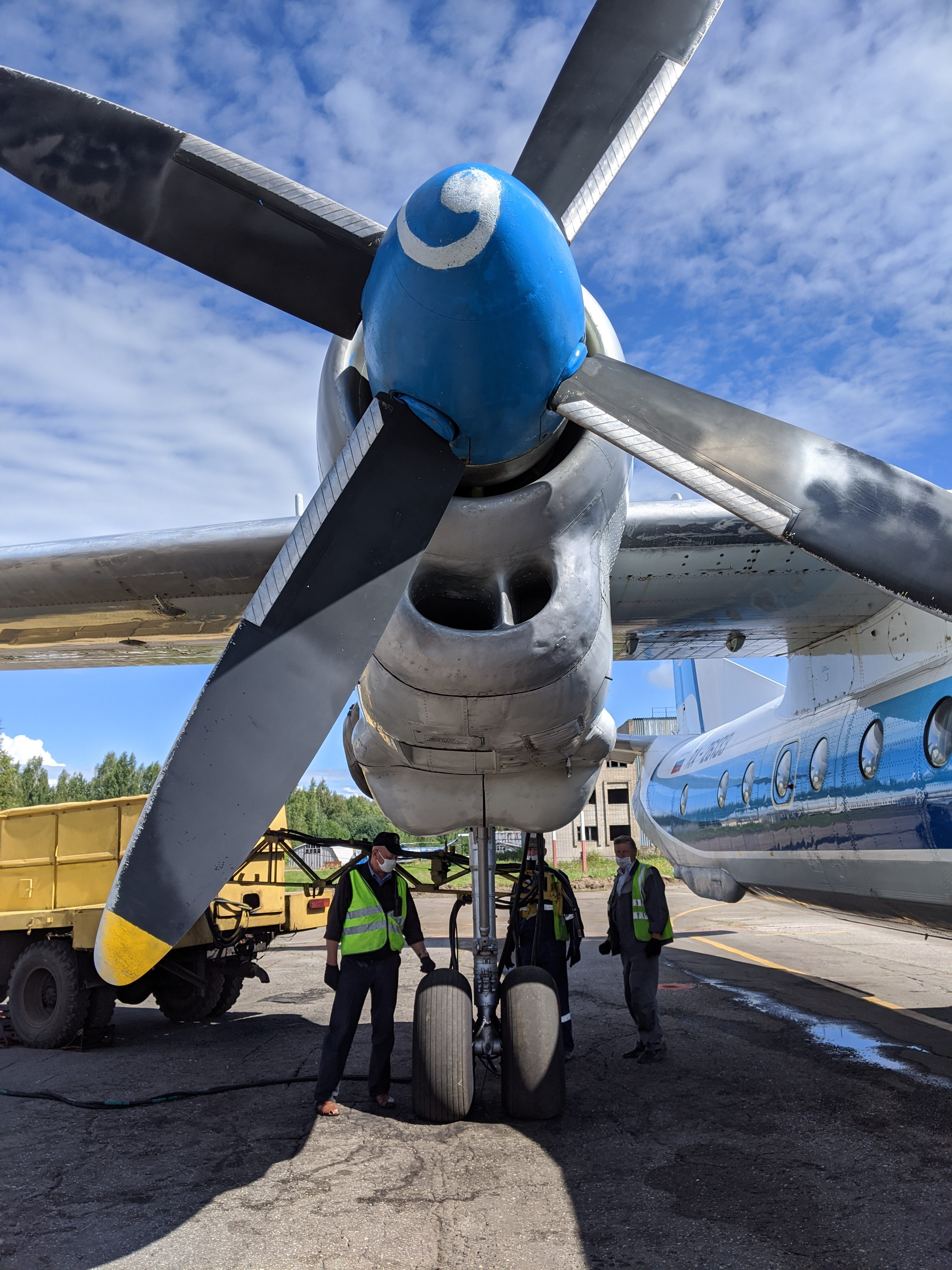
Двигатель Ан-26Б-100 Костромского АП
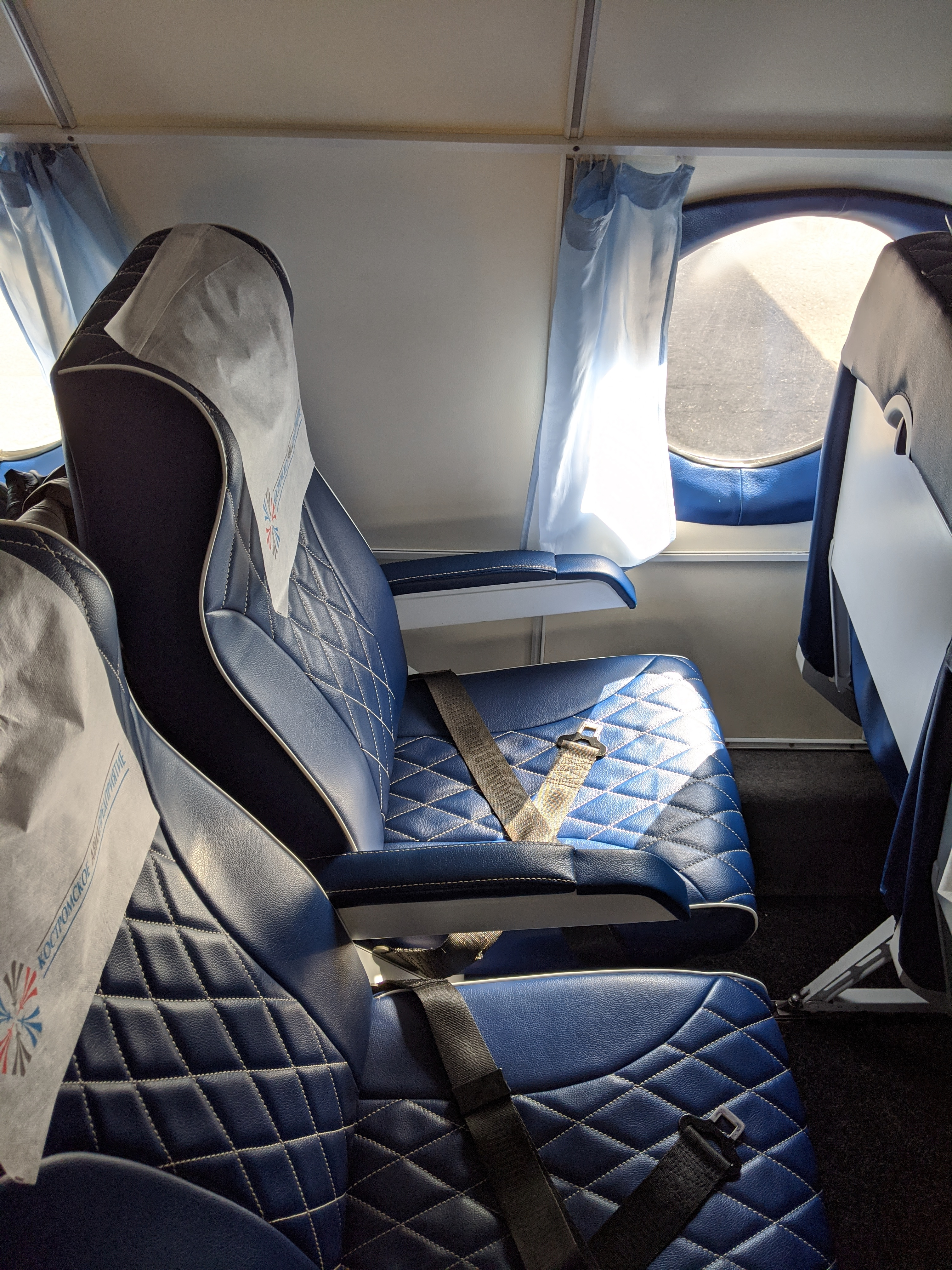
Салон Ан-26Б-100 Костромского АП
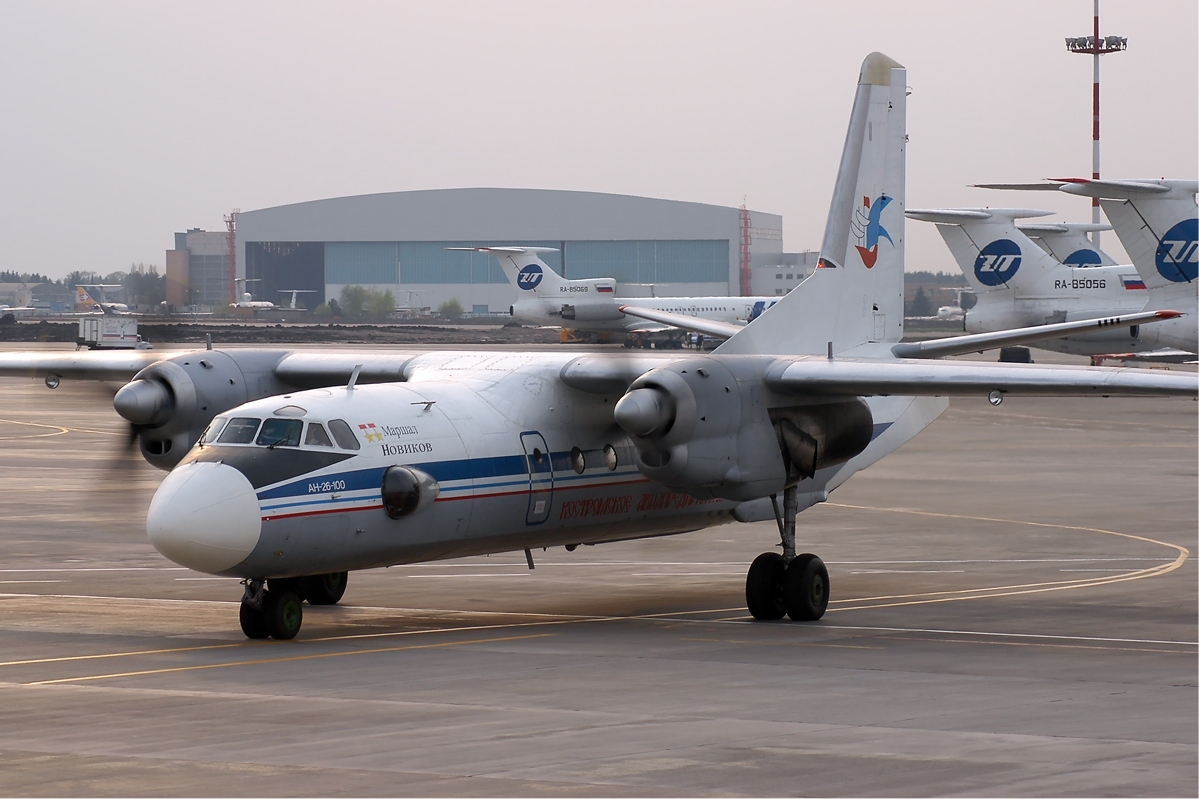
Во Внуково
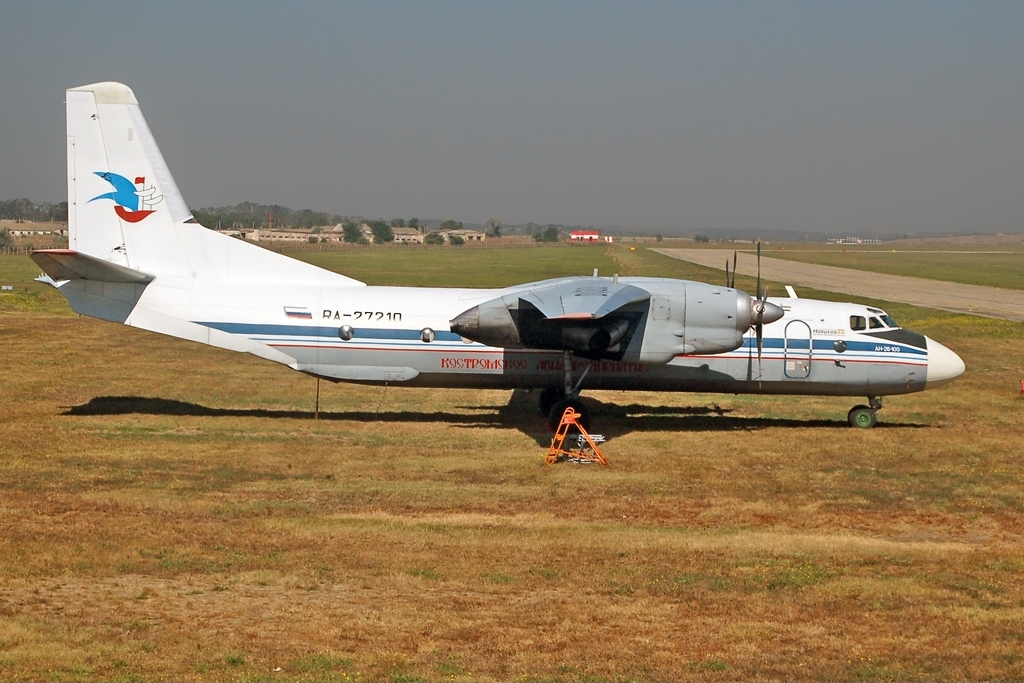
В Анапе
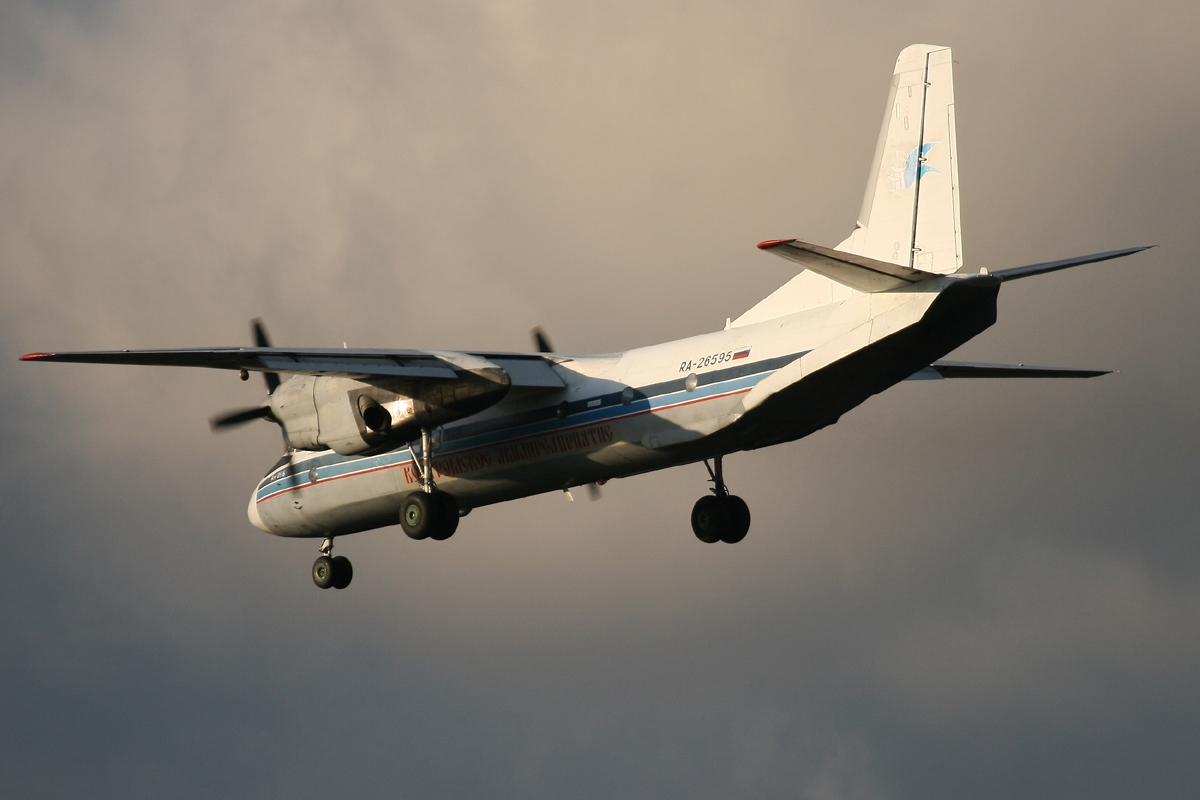
В Шереметьево
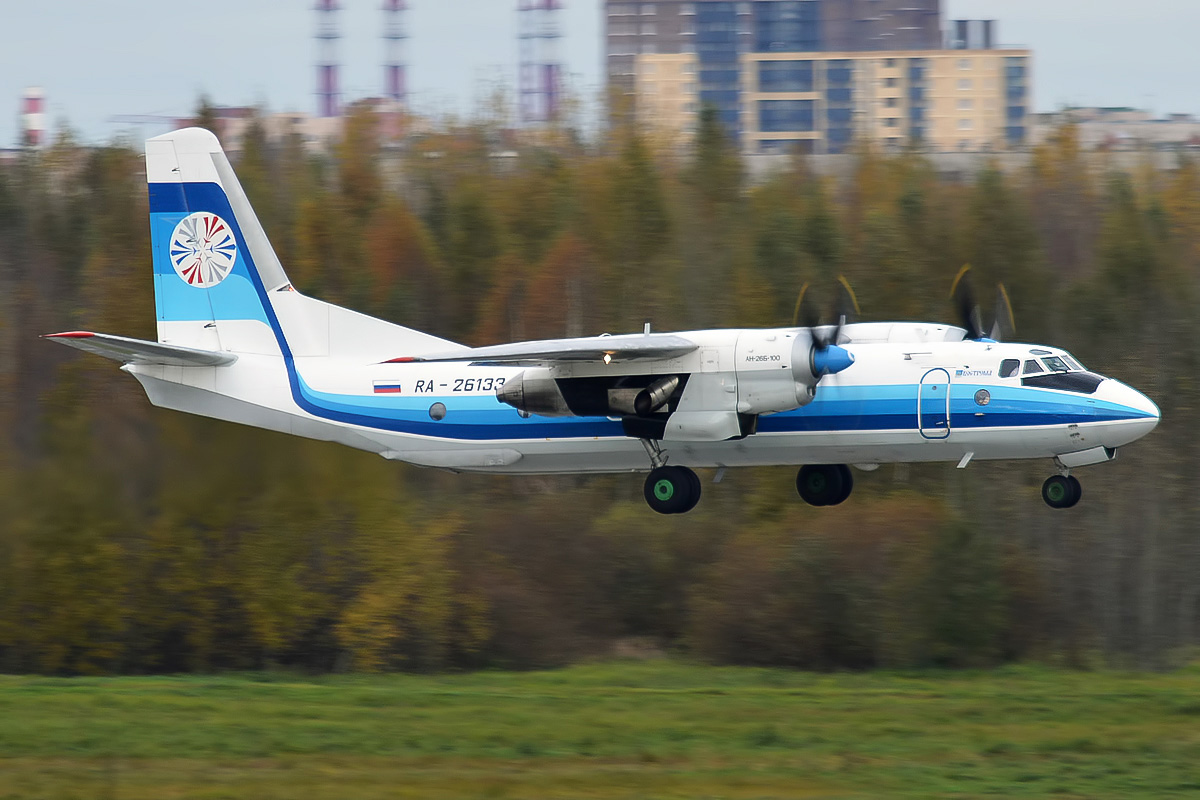
В Пулково

## Маршрутная сеть
По данным расписания 2024 года авиакомпания осуществляет регулярные перевозки в следующие города и населенные пункты (за счет собственных средств, а также государственных субсидий)
- На самолётах Ан-26:
  - Кострома (Сокеркино) — Санкт-Петербург (Пулково) и обратно (3 раза в неделю)

## Примечание
1. ↑  Реестр сертификатов эксплуатантов. favt.gov.ru. Дата обращения: 10 июля 2021. Архивировано 8 июля 2021 года.